# 417 Suevia
417 Suevia è un asteroide della fascia principale del diametro medio di circa 40,69 km. Scoperto nel 1896, presenta un'orbita caratterizzata da un semiasse maggiore pari a 2,8019530 UA e da un'eccentricità di 0,1326492, inclinata di 6,61602° rispetto all'eclittica.
Il suo nome è dedicato ad un'omonima organizzazione studentesca dell'Università di Heidelberg, in cui lavorava lo scopritore.